# Ivan Bogdanov
Pour les articles homonymes, voir Bogdanov.
Ivan Petrovitch Bogdanov (en russe : Ива́н Петро́вич Богда́нов) est un peintre russe de genre, né à Moscou le 17 août 1855 (29 août dans le calendrier grégorien), mort le 25 décembre 1932, à Moscou, membre du mouvement des Ambulants.

## Biographie
Ivan Bogdanov est né à Moscou dans une famille de tailleurs .
De 1878 à 1889, il étudia à École de peinture, de sculpture et d'architecture de Moscou auprès des maîtres Vladimir Makovski et Illarion Prianichnikov, qui exercèrent sur lui une grande influence.
À la fin de ses études, il participa avec Vladimir Makovski à la peinture de la Cathédrale du Christ-Sauveur à Borki, dans le gouvernement de Kharkov, en Ukraine slobodienne. À partir de 1891, il participa aux expositions des Ambulants, et en 1895 il devint membre de cette société . Les tableaux de Bogdanov intitulés « Les comptes » et « Le nouvel apprenti » furent acquis par Pavel Tretiakov.
Bogdanov vécut longtemps parmi les pauvres et les artisans, ce qui marqua profondément son œuvre.
En 1929, il rejoint l'Association des artistes réalistes. Il meurt à Moscou en 1932.

## Galerie

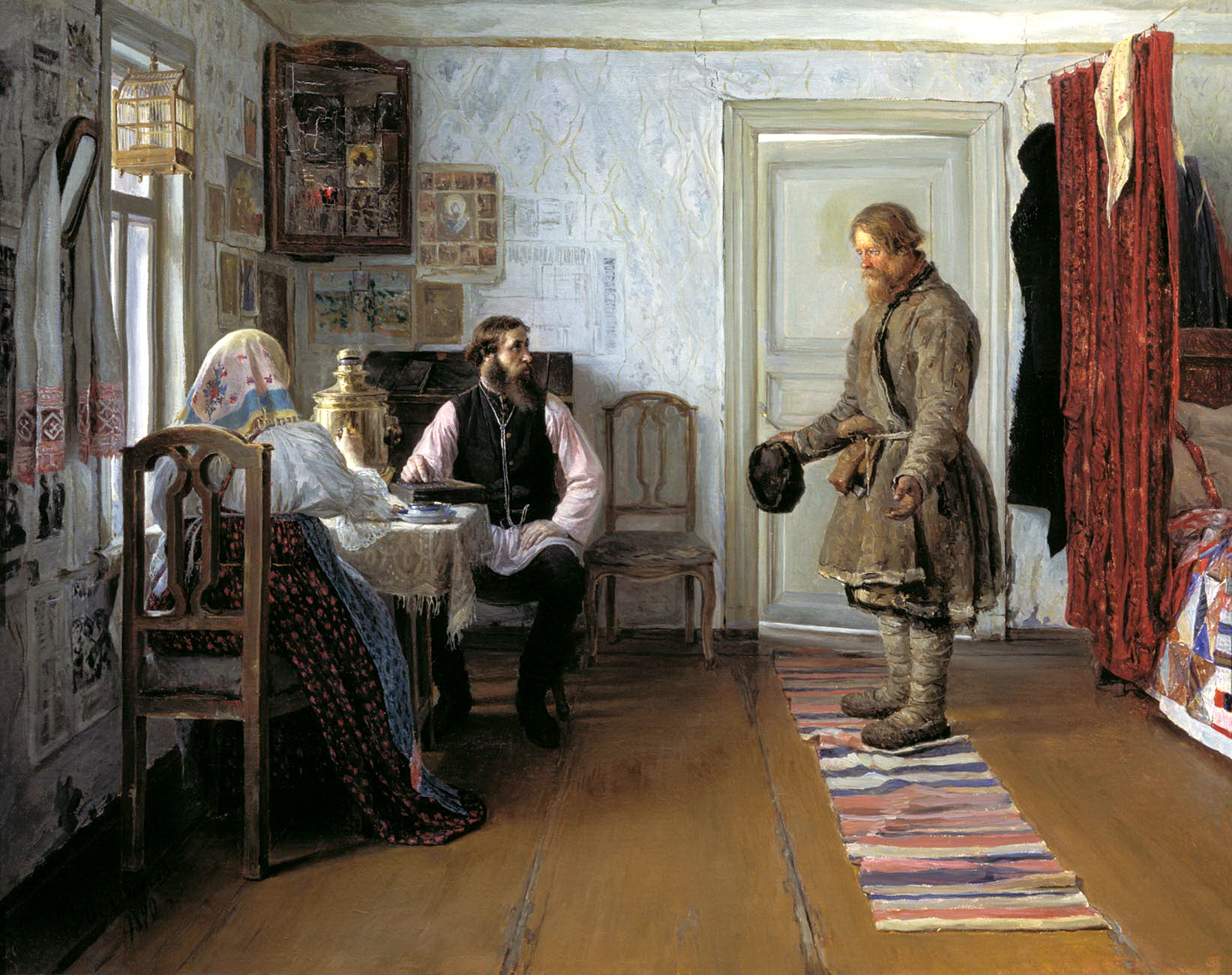
Les comptes 1890, huile sur toile — Galerie Tretiakov
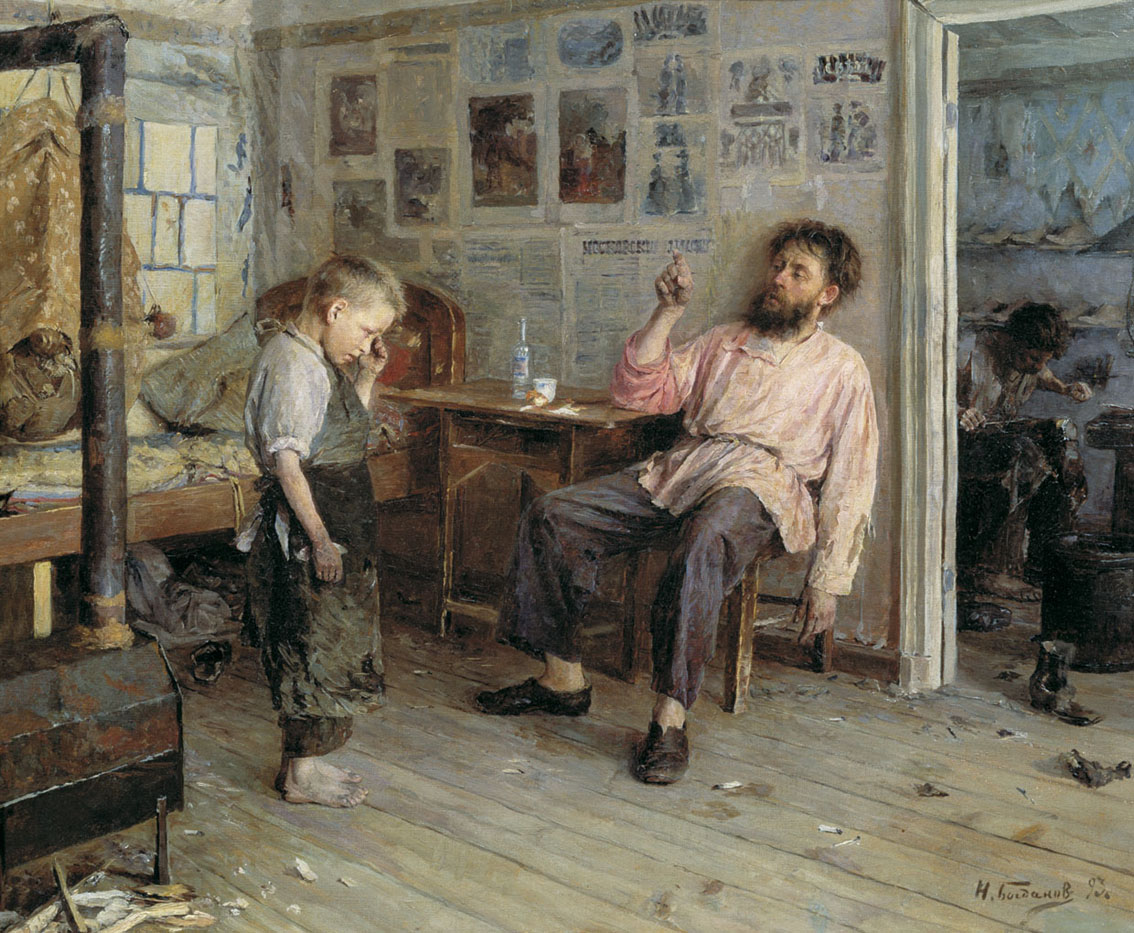
Le nouvel apprenti 1893, huile sur toile — Galerie Tretiakov